# Shi Zhengli
Shi Zhengli —en chino tradicional, 石正麗; en chino simplificado, 石正丽— (Xixia, 26 de mayo de 1964) es una viróloga china que llegó a la fama internacional  durante la pandemia de COVID-19 por su trabajo sobre los virus del murciélago. Es investigadora en el Instituto de Virología de Wuhan (WIV) dependiente de la Academia China de las Ciencias (CAS). Shi Zhengli y su colega Cui Jie descubrieron el SARS-CoV-2, virus causal de la COVID-19.

## Biografía
Obtuvo su formación de doctorado en la Universidad de Montpellier II, Francia, de 1996 a 2000. Su investigación se centra en el descubrimiento de patógenos virales a través de técnicas de secuenciación tradicionales y de alto rendimiento. Ella ha estado estudiando los patógenos virales transmitidos por la vida silvestre, en particular los virus transmitidos por murciélagos desde 2004. Su grupo ha descubierto diversos virus / anticuerpos nuevos en murciélagos, incluidos coronavirus, adenovirus, circovirus, paramixovirus y filovirus similares al SARS en China. Una de sus grandes contribuciones es descubrir coronavirus genéticamente diversos como el SARS en murciélagos con sus colaboradores internacionales y proporcionar evidencia inequívoca de que los murciélagos son reservorios naturales de SARS-CoV. 
Es coautora de más de 130 publicaciones sobre identificación, diagnóstico y epidemiología de patógenos virales.